# Madjoing
Madjoing est un village du Cameroun situé dans le département du Djérem et la Région de l'Adamaoua. Il fait partie de la commune de Ngaoundal.

## Population
Lors du recensement de 2005, le village était habité par 925 personnes, 476 de sexe masculin et 449 de sexe féminin.